# 新索洛希內
47°44′56″N 35°55′16″E / 47.74889°N 35.92111°E
新索洛希內（烏克蘭語：Новосолошине）是位於烏克蘭東南部的村莊，由扎波羅熱州波洛希區的普雷奧布拉任卡市鎮負責管轄。該村處於上泰爾薩河右岸，距離米基利斯凱和蒂莫希夫卡2公里，始建於1918年，面積1.15平方公里，海拔高度126米，2001年人口136。